# El Carmen (Chile)
El Carmen ist eine Stadt und Gemeinde in der Provinz Diguillín in der Región de Ñuble in Chile. Bei der Volkszählung im Jahr 2017 hatte sie 12.044 Einwohner. Die Gemeinde erstreckt sich über eine Fläche von 664,3 km².
Due Gemeinde grenzt im Norden und Osten an Pinto, im Süden an Pemuco und im Westen an San Ignacio.

## Bevölkerung
Laut der Volkszählung des Nationalen Statistikinstituts von 2002 hatte El Carmen 12.845 Einwohner (6567 Männer und 6278 Frauen). Davon lebten 4426 (34,5 %) in städtischen Gebieten und 8419 (65,5 %) auf dem Land. Zwischen den Volkszählungen von 1992 und 2002 sank die Bevölkerung um 9,3 % (1316 Personen). Im Jahr 2017 zählte man 12.044 Personen.

## Orte
In der Gemeinde El Carmen befinden sich folgende Orte:
- El Carmen (Hauptort)
- Zapallar-Pedregal
- Calle Dávila
- Castañal
- San Lorenzo
- Chamizal
- Trehualemu
- Navidad
- Los Puquios
- Capilla Norte
- Capilla Sur
- Huemul
- San Vicente
- Maipo Arriba
- Maipo Abajo
- Mata Redonda
- Los Riscos
- Las Hormigas
- Puente Urrutia
- Santa Margarita
- Maturana
- Lo Vergara
- San José
- Atacalco
- Rinconada del Digullín
- Los Naranjos
- San Isidro
- Rinconada Badillo